# Rečica, Radovna
Rečica je potok, ki izvira na planoti Mežakla in se blizu naselja Spodnje Gorje v bližini Blejskega Vintgarja kot levi pritok izliva v reko Radovno.